# Capar a água

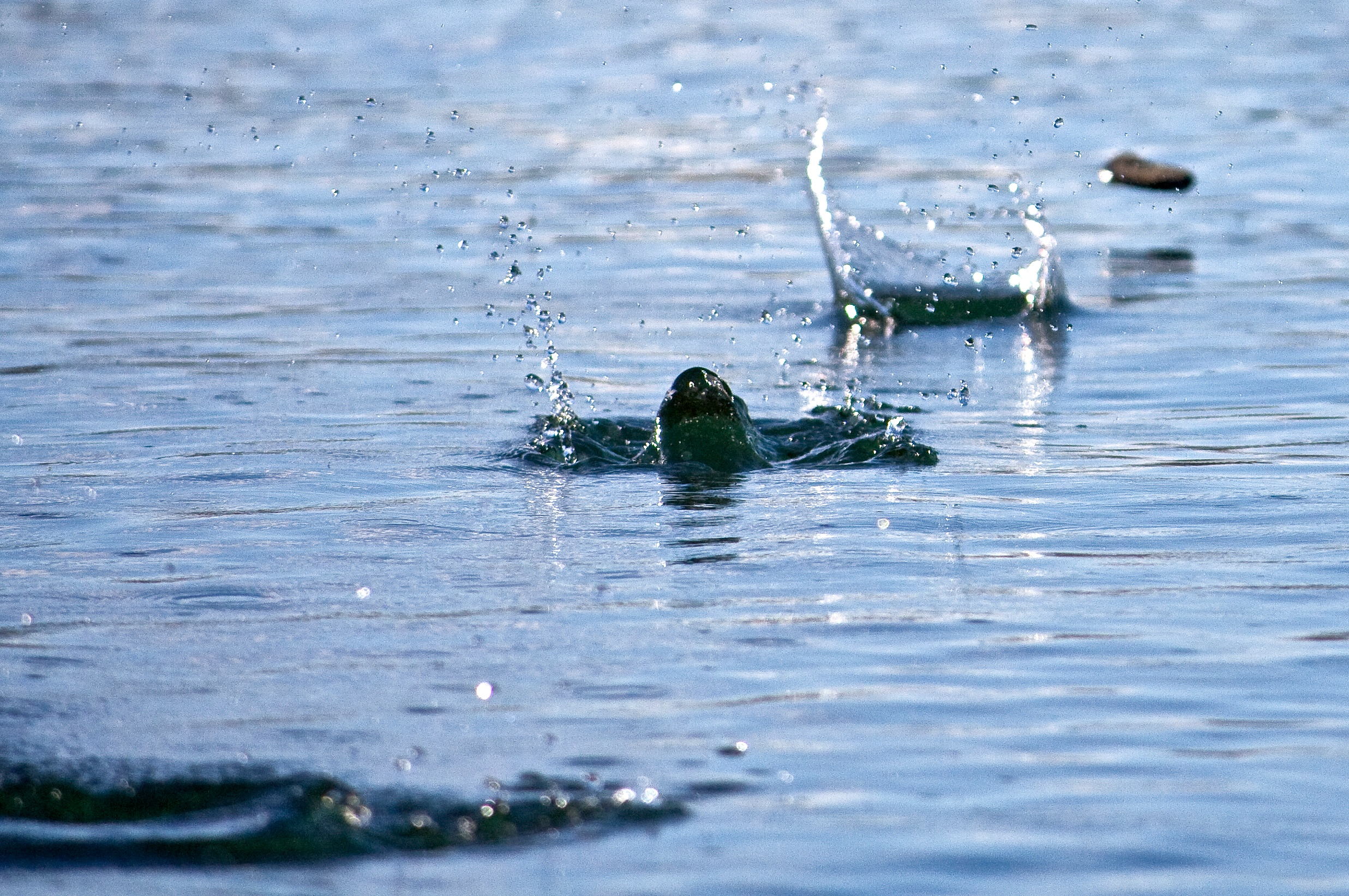
Uma pedra a capar a água, com várias chapeletas.

Capar a água, capar a ribeira , também chamado epostracismo ou fazer chapeletas, trata-se da arte ou do passatempo de atirar pedras (amiúde seixos, gogos ou pedrinhas achatadas) horizontalmente e rente à superfície da água (em rios, ribeiras, lagos, lagoas, albufeiras, etc.), de feição a que, na sua trajectória, o seixo ressalte várias vezes à flor da água. 
Cada um desses ressaltos dá pelo nome de "corte" ou "chapeleta" e estima-se a qualidade de um "capador de água", em função de quão maior for o número de cortes que conseguir fazer na água com um só lançamento.
A expressão «capar a água» ou «capar a ribeira» alude à ideia de "cortar a água rente à superfície".
O substantivo «epostracismo» vem do grego antigo, radicando no étimo ὄστρακον = "ostrakon", que significa «ostra» ou «concha de ostra», e faz alusão à prática deste jogo, que se praticava na Grécia Antiga com as conchas de ostras.
O termo «chapeleta», que, por seu turno, também significa os círculos concêntricos que se formam à superfície de águas paradas, à custa da queda de um corpo, tem origem na palavra «chapéu», que por seu turno entrou no português antigo, pelo francês medieval «chapel»  (que significa grinalda). É ainda de salientar que o substantivo «chapeleta» também foi historicamente usado para designar o ricochete das balas de canhão, na água ou no chão, depois de disparadas.
Os gregos antigos já praticavam este jogo, dando-lhe o nome de epostracismo , servindo-se das conchas, por sinal achatadas, das ostras ou então de seixos ou, ainda ,da casca grossa de árvores. O objectivo desse jogo era conseguir que a concha ou pedra por si lançada desse mais ressaltos à tona da água do que as lançadas pelos adversários.
No Império Romano, chamavam-lhe jaculatio testarum, que significa literalmente «lança conchas». Marco Minúcio Félix descreve, num diálogo com Octávio, a maneira como as crianças brincavam na praia a este jogo de capar a água. 
Júlio Polux, por sua vez, também documentou esta brincadeira, na sua obra o «Onomástico». Em 1585, John Higgins fez menção, na sua tradução do «Lexicon Nomenclator» de Hadriano Júnio (físico, classicista e tradutor holandês do início do século XVI), que no Império Romano também se usavam as conchas de ostras, além de seixos.
Os inuítes e os beduínos também conhecem este jogo, praticando-o sobre a superfície do gelo e da areia, respectivamente.
O norte-americano Kurt Steiner é o actual detentor do recorde do mundo, tal como está registado no Livro de Recordes da Guinness, de maior número de cortes na água, ao capar a água, com 88 cortes, num lance que chegou quase aos 100 metros de distância. 
No século XVIII, Lazzaro Spallanzani avançou com a explicação física precursora das chapeletas.
O seixo comporta-se como um disco e repele a água, à medida que se desloca obliquamente à sua superfície. A tensão de superfície tem pouco que ver com o aspecto físico de fazer chapeletas. A rotação do seixo, sobre si próprio, tem um efeito estabilizador, que mitiga a força de ascensão imposta pelo torque.

Esquema do movimento de um seixo a capar a água

O mecanismo que permite as chapeletas do seixo (com uma densidade superior à da água) baseia-se na superioridade da força do impulso do seixo, face à força da gravidade. A força de apoio de um líquido é directamente proporcional ao quadrado da velocidade de imersão do seixo no líquido, multiplicada pela superfície de contacto do seixo com a água (numa dinâmica análoga à do esqui aquático). A força da gravidade é constante e é definida somente pela massa do seixo e pela aceleração do seixo em queda livre. Num só "corte d'água", o seixo perde velocidade e, por conseguinte, diminui a sua força de impulso, de tal ordem que quando essa força se tornar menor do que a força do peso do seixo, a pedra afunda-se. 
Ademais, com cada embate na água, o seixo adquire um movimento angular imprevisível (porque vai girar ou rodar, num sentido estocástico, ao embater na água,) e, por causa disso, com cada chapeleta sucessiva, há a possibilidade de a parte que for menos plana ou achatada do seixo entrar em contacto com a água, desestabilizando a trajectória do seixo. Neste caso, a superfície de contacto do seixo com a água diminui e, por conseguinte, diminui-se a força de impulso, até se amortizar totalmente, retumbando com a imersão do seixo, quando finalmente se tornar inerte. 
Para evitar isto, no momento do lançamento, imprime-se na pedra um movimento rotativo, em torno da parte mais achatada do seixo, que passa a servir de o eixo da rotação. Desta feita, por virtude da lei da conservação do momento linear a desestabilização da parte plana do seixo reduz-se ao mínimo. 
O físico francês Lydéric Bocquet e a sua equipa descobriram que o ângulo óptimo entre o seixo e a superfície da água, para capar a água com o máximo possível de cortes, é de 20º.
O estudo de Bocquet concluiu que a velocidade e a rotação não influenciavam significativamente o resultado alcançado por este grau de inclinação, uma vez que o seixo aparentava manter-se estável na sua trajectória, conservando o seu movimento uniforme, graças ao efeito giroscópico.
Segundo a investigação de Hewitt, Balmforth e McElwaine, contanto que a velocidade horizontal se mantenha, é possível ao seixo pincharolar indefinidamente à tona da água.

## Utilidade militar

### Na história militar portuguesa
No século XV, durante o reinado de D. João II, começou a generalizar-se, na marinha de guerra portuguesa, a prática de uma táctica inovadora, que conseguia prolongar o alcance dos tiros tensos, servindo-se da mecânica subjacente ao acto de capar a água.
Os tiros tensos são tiros directos e em linha recta, geralmente, destinam-se a disparos de artilharia a curta distância por causa do seu reduzido alcance, mercê do grande peso das munições (balas de canhão, pelouros, etc.), que tende a fazer com que o disparo tenha uma trajectória progressivamente descendente. Este tipo de disparos opõe-se aos tiros curvos e aos tiros verticais, que são tiros longos e visam atingir alvos mais distantes.
No reinado de D. João II, os navios de guerra portugueses começaram a empregar um tipo especial de tiro tenso, chamado "tiro ao lume de água". O lume da água, também chamado flor da água, é a superfície exterior do casco do navio entre as linhas de água. A linha de água é a linha que separa a parte submersa do casco da parte dos navios que está à superfície.
A grande vantagem deste tipo de disparo é que, além de permitir prolongar a distância do disparo tenso, também focava uma zona especialmente vulnerável dos navios inimigos, que podiam naufragar facilmente, se o tiro conseguisse abrir uma fenda no casco do navio, ao nível da linha de água, por ser mais difícil tapar esses buracos situados mesmo ao rés-da-água.
Esta técnica de disparo, em que a bala de canhão saltava à superfície da água, à guisa de um seixo a capar a água, conheceu especial destaque durante a Batalha de Diu.

### Na segunda Guerra Mundial
Durante a 2.ª Guerra Mundial, as forças aliadas lançaram bombas ricocheteadoras em  Edersee e na barragem do rio Möhne, que forma um lago artificial no Renânia do Norte-Vestefália, a fim de destruir as duas, respectivas, barragens alemãs. Estas bombas foram lançadas em rotação e largadas por uma aeronave que fazia sobrevoo rasante. As bombas pincharolaram à chapeleta sobre a linha de água, conseguindo, assim, esquivar-se às redes anti-torpedos que os alemães tinham montado naquelas águas.